# (10066) 1988 XV2
1988 أكس في 2 (ويعرف أيضًا باسم (10066) 1988 أكس في 2 وفق تسمية الكوكب الصغير) (بالإنجليزية: 1988 XV2)‏ هو كويكب ضمن حزام الكويكبات؛ وترتيبه 10066 من حيث الاكتشاف.
اكتُشف هذا الجُرم الفلكي بواسطة Poul Jensen (astronomer) ‏ في 1 ديسمبر 1988.

## وصلات خارجية
- (10066) 1988 XV2 في قاعدة بيانات مختبر الدفع النفاث لأجرام النظام الشمسي الصغيرة

- الاكتشاف · مخطط المدار ·  العناصر المدارية · المعلمات المادية

- (10066) 1988 XV2 على موقع ويكي سكاي: DSS2, SDSS, GALEX, IRAS, Hydrogen α, X-Ray, Astrophoto, Sky Map, Articles and images